# Calciatore dell'anno (Slovenia)
Il Calciatore sloveno dell'anno (Slovenski nogometaš leta) è un premio calcistico assegnato dalla Federazione calcistica della Slovenia al miglior giocatore sloveno dell'anno solare.

## Albo d'oro
- 2007 - Zlatan Ljubijankič,  Domžale
- 2008 - Milivoje Novakovič,  1. FC Colonia
- 2009 - Samir Handanovič,  Udinese
- 2010 - Valter Birsa,  Auxerre
- 2011 - Samir Handanovič,  Udinese
- 2012 - Samir Handanovič,  Udinese/ Inter
- 2013 - Kevin Kampl,  Red Bull Salisburgo
- 2014 - Kevin Kampl, Red Bull Salisburgo
- 2015 - Jan Oblak, Atlético Madrid
- 2016 - Jan Oblak, Atlético Madrid
- 2017 - Jan Oblak, Atlético Madrid
- 2018 - Jan Oblak, Atlético Madrid
- 2019 - Josip Iličić,  Atalanta
- 2020 - Jan Oblak, Atlético Madrid
- 2021 - Jan Oblak, Atlético Madrid
- 2022 - Benjamin Šeško, Red Bull Salisburgo[1]
- 2023 - Jan Oblak, Atlético Madrid
- 2024 - Jan Oblak, Atlético Madrid